# Kleingarten-I-Entscheidung
Die Kleingarten-I-Entscheidung des Bundesverfassungsgerichts vom 12. Juni 1979 (Fundstelle: BVerfGE 52, 1 - Kleingarten) ist eine wichtige Entscheidung im Verfassungsrecht, die das in Art. 14 GG verankerte Eigentumsrecht konkretisiert.

## Sachverhalt
Die rechtlichen Regelungen zum Kleingartenrecht, die größtenteils noch aus der Zeit des Zweiten Weltkriegs stammten, erklärten Pachtverträge über Kleingärten für vom Verpächter unkündbar und erlaubten eine Kündigung des Verpächters nur in bestimmten Ausnahmefällen, die von der Behörde genehmigt werden mussten; bestehende befristete Pachtverträge galten unbefristet.
Ein Grundstückseigentümer erklärte, dass er den befristeten Kleingartenpachtvertrag nicht über das Ende der Befristung hinaus verlängern werde, dies lehnte die Pächterin jedoch mit Verweis auf die Unkündbarkeitsregelung ab. Der Eigentümer scheiterte in erster Instanz, im Berufungsverfahren entschied der Bayerische Verwaltungsgerichtshof, dem Bundesverfassungsgericht die Frage vorzulegen, ob die Regelungen des Kleingartenrechts mit dem grundgesetzlich geschützten Recht auf Eigentum vereinbar seien.

## Zusammenfassung der Entscheidung
Das Bundesverfassungsgericht erklärte die Unkündbarkeitsregelungen des Kleingartenrechts für mit dem Grundgesetz nicht vereinbar. Im Gegensatz zum Bayerischen Verwaltungsgerichtshof sah das Gericht in der Regelung jedoch keine grundgesetzwidrige Enteignung, da die entsprechenden Regelungen vor Inkrafttreten des Grundgesetzes beschlossen wurden und nach der damaligen Verfassung rechtmäßig waren.
Das im Grundgesetz verankerte Eigentumsrecht sieht eine grundsätzliche Verfügungsbefugnis des Eigentümers über sein Eigentum vor. Einschränkungen erlaubt das Grundgesetz zum Wohle der Allgemeinheit, dabei müssen die Bedürfnisse sowohl des Eigentümers als auch der Allgemeinheit beachtet und miteinander abgewogen werden.
Beides ist bei den kleingartenrechtlichen Regelungen nicht gegeben. Der Eigentümer wird unzulässig in seiner Verfügungsbedürfnis eingeschränkt, da er aufgrund des unkündbaren Pachtvertrags faktisch nicht in der Lage ist, sein Eigentum zu veräußern. Auch belasten ihn die Regelungen zur Unkündbarkeit einseitig, ohne dass er hiervon irgendwelche Vorteile erfährt. Die Regelungen mögen zur damaligen Zeit vertretbar gewesen sein, da aufgrund der angespannten Versorgungslage während des Krieges die Kleingärten der Versorgung der Bevölkerung mit Nahrungsmitteln dienen sollten, aber in der heutigen Zeit ist eine solche Legitimationsgrundlage nicht mehr gegeben. Zudem dienen Kleingärten kaum noch der unmittelbaren Nahrungsversorgung, sondern werden meist im Rahmen der Freizeit und Erholung genutzt.
Ebenso kann nicht als Begründung gebracht werden, die Kleingärten müssten erhalten bleiben, da es in den Gemeinden nicht genug Grundstücke für Kleingärten gäbe. Da die Bereitstellung von Kleingartengelände Aufgabe der Gemeinden ist, kann es nicht den Grundstückseigentümern zur Last gelegt werden, wenn die Gemeinden dieser Verpflichtung nicht nachkommen.

## Folgen des Urteils
Nur wenige Jahre später folgte die Kleingarten-II-Entscheidung, in der es um die Folgen einer Entscheidung des Bundesverfassungsgerichts geht.
Die Kleingarten-I-Entscheidung wird heute regelmäßig im Jurastudium thematisiert.